# Канал збуту
Канал збуту — шлях товару від безпосереднього виробника до споживача, включаючи гуртових та роздрібних торговців. Цей шлях забезпечують відповідні організації, люди. Розрізняють канали збуту нульового рівня (виробник сам продає товар кінцевому споживачеві, прямі канали розподілу), однорівневий (між виробником і покупцем існує роздрібний продавець) та дворівневий (між виробником і покупцем послідовно існують гуртовий та роздрібний продавці) канали.

Канали розподілу непрямі — переміщення товарів і послуг від виробника до споживача не прямо, а через посередника — незалежного учасника товароруху. К. р. н. переважно залучають підприємства і фірми, котрі для збільшення своїх ринків і обсягів збуту згодні відмовитися від багатьох збутових функцій і витрат і, відповідно, від певної частки контролю над каналами збуту, а також згодні на деяке послаблення контактів зі споживачами своєї продукції. Як збутові посередники можуть виступати незалежні гуртові підприємства (дистриб’ютори), промислові і збутові агенти, брокери, комісіонери і т. д. Інколи К. р. н. можуть включати кількох послідовно діючих посередників. Наприклад, дворівневий канал розподілу складається з виробника — гуртового посередника — роздрібного торговця-споживача. Трирівневий, крім згаданих, включає ще й дрібногуртового торговця.
Наявність мінімальної кількості посередників збільшує витрати на товаропросування. Це пов'язано з необхідністю фірми брати на себе окремі функції посередників, особливо створювати запаси товарів, забезпечувати їх зберігання, обробку, а потім гуртову реалізацію. Разом з тим велика кількість посередників віддаляє службу маркетингу фірми-виробника від цільового покупця.
Надійний, прибутково і раціонально функціонуючий канал збуту - це своєрідний додатковий «непомітний» капітал виробника.
Внутрішня служба збуту — торгові агенти, що виконують свої службові обов'язки безпосередньо в офісі, здійснюють телефонні контакти і приймають замовників і потенційних покупців.
Зовнішня служба збуту — зовнішні (польові) торгові агенти, що здійснюють поїздки до замовників.

## Багатоканальний розподіл (дистрибуція)
Фірми-виробники використовують десятки каналів розподілу, продаючи окремі позиції асортиментних груп через спеціалізовані магазини, гуртову торгівлю, станції технічного обслуговування тощо. Так, в США нараховується близько 550 тис. торговельних організацій, які реалізують запчастини до різних автомобілів. А от фірма «IBM» продала всі власні магазини комп'ютерів у всіх великих містах США, і вирішила реалізовувати свої товари тільки через незалежних учасників каналів збуту і свій торговельний персонал.
Організовувати широку мережу багатоканального розподілу доцільно у таких випадках, коли:
- кількість товарів для продажу дуже велика;
- кількість споживачів хоча і невелика, але розміщена на невеликій території;
- товари вимагають високоспеціалізованого сервісного обслуговування;
- обсяг партії товарів заповнює транзитну норму (контейнер вагона);
- достатня кількість власних складських приміщень;
- ринок збуту розкиданий на великій території;
- необхідність термінових поставок невеликих партій товарів.

## Дистрибуція через Інтернет
Головні переваги дистрибуції через Інтернет полягають в низькій ціні, більшому виборі, спеціальних послугах, зручності постачання товару, можливості покупки в будь-який час. Займаючись дистрибуцією за допомогою Інтернету, потрібно зважати на її відмінність від традиційної дистрибуції у наступних аспектах.
Передусім, це особливість Інтернет-покупців. На сьогодні цією категорією покупців є передовсім новатори, як правило молодші за віком, ніж ціла популяція покупців, освіченіші, з доходами вище середнього рівня.
Товари, які продають в Інтернеті, можуть бути поділені на такі групи. 
- Перша група - дешеві, які можуть бути передані в електронній формі (програмні товари, інформація, музика, фотографії, комп'ютерні ігри).
- Друга група - фінансові послуги.
- Третя група-товари, які можна купити з допомогою Інтернету, але їх доставка проводиться традиційними методами.

Перевага для виробника в дистрибуції через Інтернет ґрунтується на тому, що Інтернет є способом уникнення посередників.